# Francisco Brandão
Francisco Brandão (Alcobaça, 11 de Novembro de 1601 – Lisboa, 28 de Abril de 1680) foi um jornalista e cronista-mor do reino em 1649.
Publicou as quinta e sexta partes da Monarchia Lusitana, ambas sobre o reinado de D. Dinis.
Foi um dos editores do primeiro jornal que existiu em Portugal, a chamada Gazeta da Restauração.

## Biografia
Era, sobrinho de Frei António Brandão e de quem seguiu os passos, e era filho de Gaspar Salvado e de Ana Brandoa.
Entrou na Ordem de Cister em 25 de Agosto de 1618 e professou em 28 de Agosto de 1619, tomando o nome de Frei Francisco de Sant’Ana.
Estudou Teologia na Universidade de Coimbra, ficando Doutor em 13 de Abril de 1636. Além de outros títulos, foi nomeado Qualificador do Santo Ofício em 27 de Agosto de 1642 e Cronista Mor do Reino por Carta de 9 de Janeiro de 1644.

## Obras
Frei Francisco Brandão está especialmente associado à Monarchia Lusitana iniciada por Bernardo de Brito, e prosseguida pelo tio António Brandão, cronistas-mores que o antecederam na publicação das quatro partes anteriores. As sétima e oitava partes seriam continuadas por Frei Rafael de Jesus e Frei Manuel dos Santos. Dividiu o reinado de D. Dinis em duas partes, ambas com 23 anos:
- Quinta Parte da Monarchia Lusitana (1650) - "que contém a história dos primeiros 23 anos del Rey D. Dinis..."
- Sexta Parte da Monarchia Lusitana(1672) - "que contém a historia dos últimos 23 anos del Rey D. Dinis..."